# Tutto Daniele - Che male c'è

## Tracce

### CD1
1. Quanno chiove - 4:35
2. Quando - 3:33
3. Se mi vuoi - 3:09
4. Je so' pazzo - 3:00
5. Sarà - 4:39
6. Resta... Resta cu'mme' - 2:45
7. Gente distratta - 4:16
8. Mal di te - 4:51
9. Tutta n'ata storia - 4:10
10. Amici come prima - 2:41
11. Bambina - 4:31
12. Cosa penserai di me - 4:23
13. Schizzichea - 4:02
14. Gesù Gesù - 3:42
15. Bella 'mbriana - 3:26
16. Keep on Movin' - 4:18
17. Io per lei - 3:33
18. Je sto vicino a te - 3:44

### CD2
1. Napule è - 3:47
2. Amore senza fine - 4:19
3. Yes I Know My Way - 3:25
4. 'O scarrafone - 4:10
5. Che soddisfazione - 3:13
6. Sambaccussì - 4:31
7. A testa in giù - 3:44
8. A me me piace 'o blues - 3:01
9. Neve al sole - 5:00
10. Allora sì - 3:08
11. Chi tene 'o mare - 4:01
12. O ssaje comme fa 'o core - 3:52
13. Ma che ho - 3:05
14. Notte che se ne va - 2:40
15. Che male c'è - 4:07
16. Che Dio ti benedica - 4:17
17. Anna verrà - 4:00
18. 'Na tazzulella 'e cafè - 3:22

## Formazione
- Pino Daniele – voce, chitarra classica, chitarra acustica, chitarra elettrica, mandola, mandolino, mandoloncello, armonica, basso, tastiera
- Rino Zurzolo – basso, contrabbasso
- Ernesto Vitolo – tastiera, pianoforte, Fender Rhodes, organo Hammond
- Rosario Jermano – batteria, percussioni, vibrafono
- Enzo Avitabile – fiati, cori
- Donatella Brighel – cori
- Dorina Giangrande – cori
- Piero Montanari - basso
- Amedeo Tommasi - pianoforte
- Roberto Spizzichino – batteria
- Luca Vignali – oboe
- Antonio Sinagra – archi
- Agostino Marangolo - batteria
- James Senese - sassofono tenore
- Gigi De Rienzo - basso
- Vito Mercurio – basso
- Mauro Spina – batteria
- Tony Cercola - percussioni
- Karl Potter – congas, batteria
- Tony Esposito – percussioni
- Tullio De Piscopo – batteria, percussioni
- Joe Amoruso – tastiera, melodica, pianoforte
- Alphonso Johnson – basso
- Wayne Shorter – sassofono soprano
- Naná Vasconcelos – percussioni
- Franco Faraldo – tammorra
- Mel Collins – sassofono contralto
- Richard Tee – pianoforte, tastiera
- Steve Gadd – batteria
- Mino Cinelu – percussioni
- Paolo Raffone – direzione orchestra
- Pasquale Cannavacciuolo - violino
- Giuseppe Scarpato – violino
- Alessandro Tumolillo – violino
- Alberto Vitolo – violino
- Vincenzo Di Ruggiero – viola
- Gerardo Morrone – viola
- Antonio Avitabile – violoncello
- Elio Lupi – violoncello
- Adalberto Lara – tromba
- Juan Pablo Torres – trombone
- Larry Nocella – sassofono
- Gato Barbieri – sassofono
- Marco Zurzolo – flauto
- Francesco Parisi – oboe
- Valentina Crimaldi – flauto
- Jeremy Meek – basso
- Vicky Edimo – basso
- Charlie Intrieri – pianoforte
- Danilo Rea – tastiera, pianoforte
- Bruno Illiano – pianoforte, tastiera
- Danny Cummings – batteria, percussioni
- Linda Wesley – cori
- Romano Bais – sassofono, flauto
- Chris White – sassofono, flauto
- Kevin McAlea – sassofono, tastiera
- Clive Mayuyu - batteria
- Harvie Swartz - basso, contrabbasso
- Gary Chaffee - batteria
- Giulio Clementi - programmazione, tastiera
- Mick Goodrick – chitarra elettrica
- Gino Cogliandro – cori
- Edoardo Romano – cori
- Mirko Setaro – cori
- Dorina Giangrande – cori
- Kathy Jackman – cori
- Matteo Saggese – tastiera
- Marcello Todaro – programmazione
- Alfredo Paixão – basso
- Demo Morselli – tromba
- Chick Corea – pianoforte
- Antonio Annona – tastiera
- Jimmy Earl – basso
- Lele Melotti – batteria
- Carol Steele – percussioni
- Ralph Towner – chitarra acustica
- Bruno De Filippi – armonica
- Irene Grandi - voce
- Carlo Giardina - programmazione
- Ovidio Baldassari - tastiera
- Manu Katché - batteria
- Mike Mainieri - vibrafono
- Fabrizio Facioni - programmazione
- Rita Marcotulli - tastiera, pianoforte, archi
- Marco Salvati - programmazione
- Hossam Ramzy - percussioni
- Deron Johnson - tastiera, organo Hammond
- Fabio Massimo Colasanti - chitarra, tastiera, sitar
- Accademia Musicale Italiana - archi
- Gianluca Podio - direzione orchestra, pianoforte, tastiera
- Peter Erskine – batteria
- Rachel Z – pianoforte, tastiera
- Jean Philippe Dary - pianoforte, tastiera
- Pino Palladino - basso
- Aron Ahmman - batteria
- Emanuela Cortesi - cori
- Giulia Fasolino - cori
- Rossana Casale - cori